# Rütsch

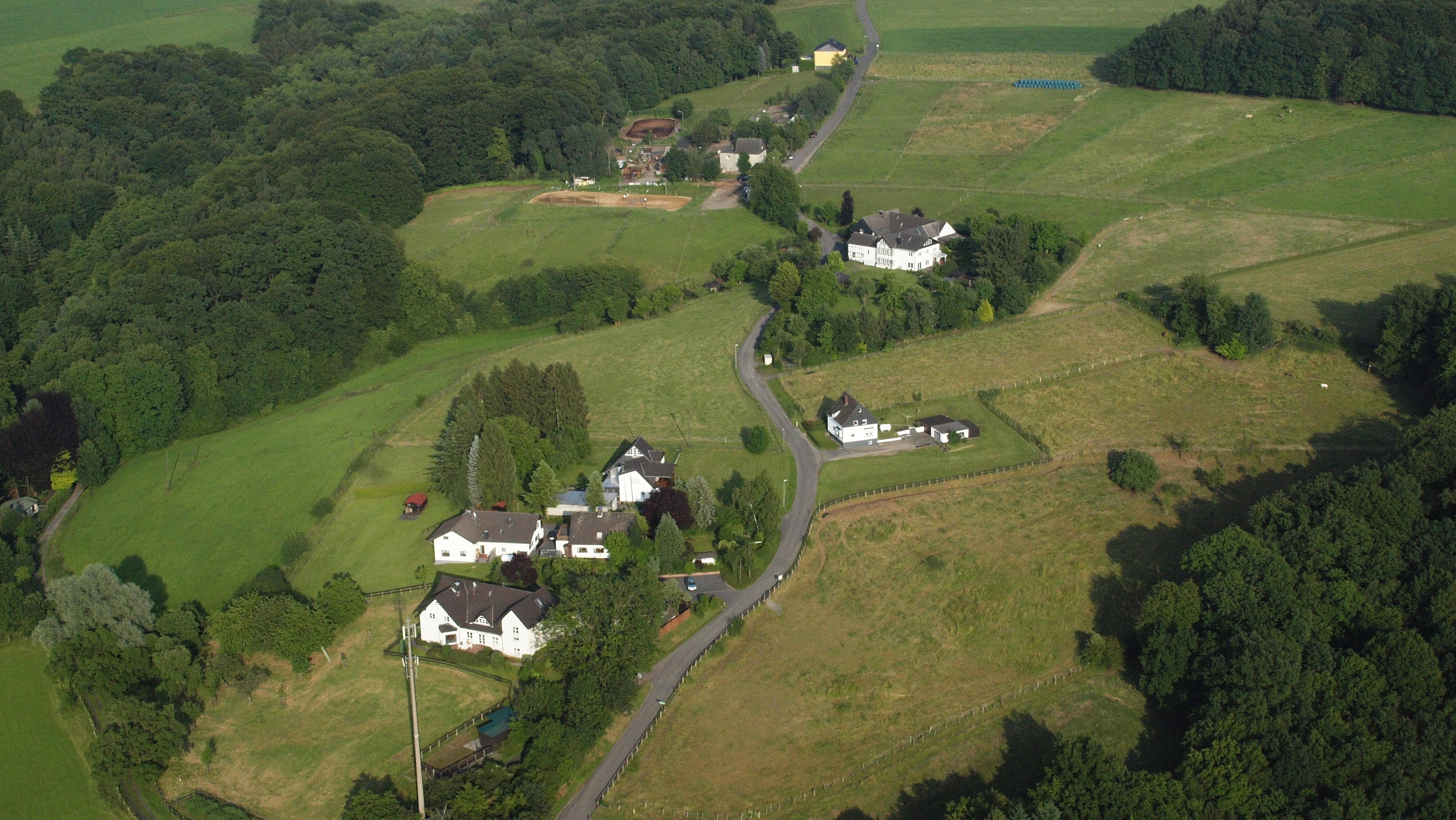
Rütsch, Luftaufnahme (2015)

Rütsch ist ein Ortsteil der Stadt Hennef (Sieg) im Rhein-Sieg-Kreis in Nordrhein-Westfalen. 

## Lage
Der Ort liegt in einer Höhe von 131 bis 167 Metern über N.N. auf den Hängen des Westerwaldes, gehört aber noch zum Naturpark Bergisches Land. Nachbarorte sind Kuchenbach und Lichtenberg.

## Geschichte
1910 gab es in Rütsch folgende Haushalte: Ackerer Maximilian Engels, Fabrikarbeiter Heinrich Meurer, Maurer Heinrich Stricker und Maurer Heinrich Wittkopp.
Bis zum 1. August 1969 gehörte die Ortschaft Rütsch zur Gemeinde Uckerath. Im Rahmen der kommunalen Neugliederung des Raumes Bonn wurde Uckerath, damit auch der Ort Rütsch, der damals neuen amtsfreien Gemeinde „Hennef (Sieg)“ zugeordnet.